# Ollantaytambo
Ollantaytambo (kečuánsky Ullantaytampu nebo (systém AMLQ) Ollantaytanpu) je sídlo v Peru asi 70 km od Cusca při začátku Valle Sagrado de los Incas. Je to jedno z několika dodnes obývaných inckých měst (např. kromě Cusca).
Je to dominanta Urubambské plošiny v úrodném údolí naplavenin řeky Urubamby. Předpokládá se, že to bylo jedno ze strategických míst, odkud bylo možné kontrolovat dopravu na nejdůležitějších silnicích v říši. Žilo zde asi 10 000 lidí, bylo jedním ze sídel Inky a bylo také administrativním centrem. Na sedmnácti terasách se pěstovaly květiny pro dekorativní účely. Nachází se zde velké množství nedokončených staveb, mezi nejvýznamnější z nich patří Chrám Slunce. Z chrámu zůstal kamenná zeď, který tvoří šest monolitů vysokých 4 metry. Kameny na stavbu se dopravovaly z lomu na druhém břehu řeky. V těsné blízkosti Ollantaytambo se nacházejí další incké památky jako je pevnost Intihuatana, která sloužila k pozorování Slunce, princezniny lázně a fontána.

## Reference

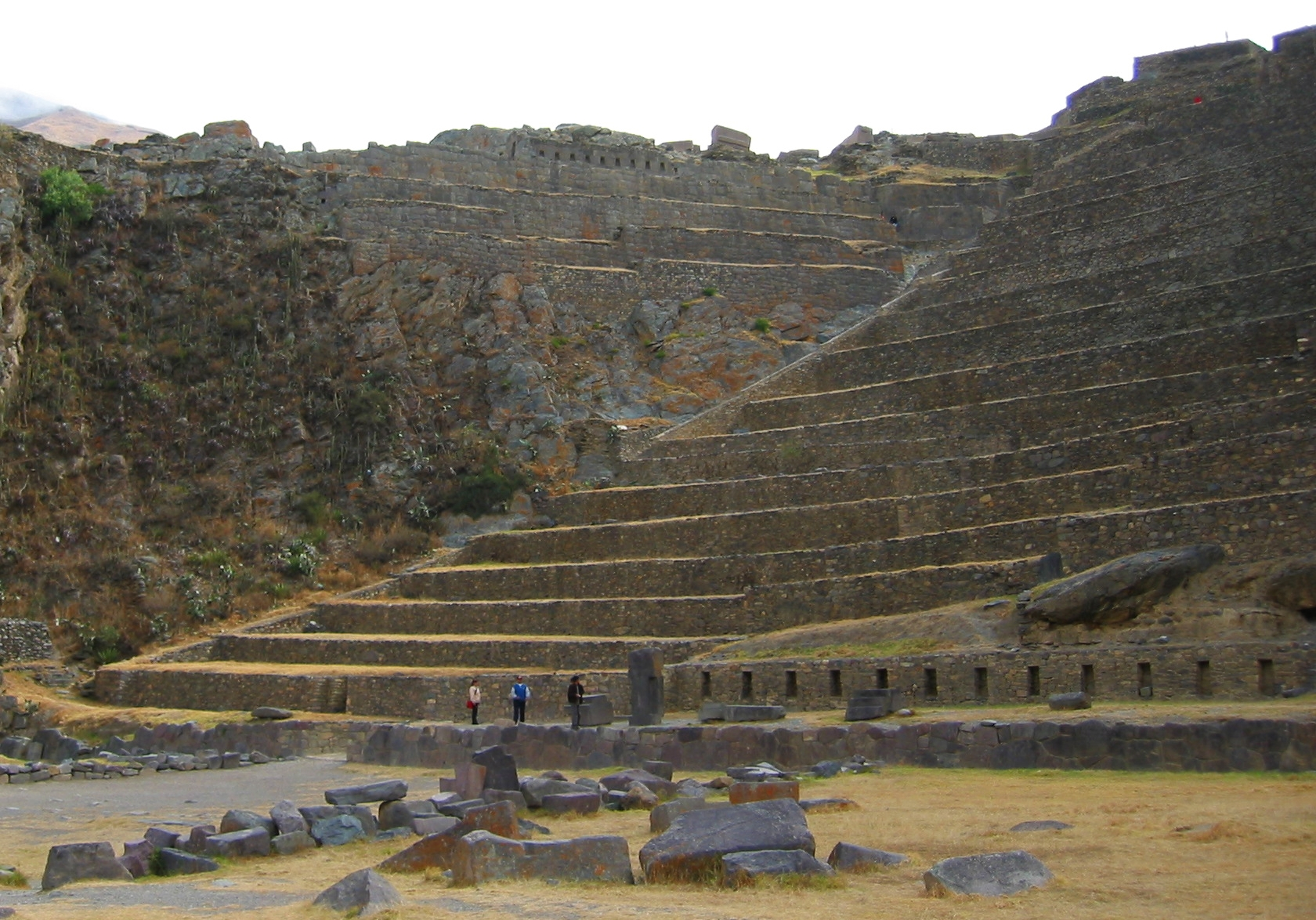
Terasy v Ollantaytambo